# USF・2000選手権

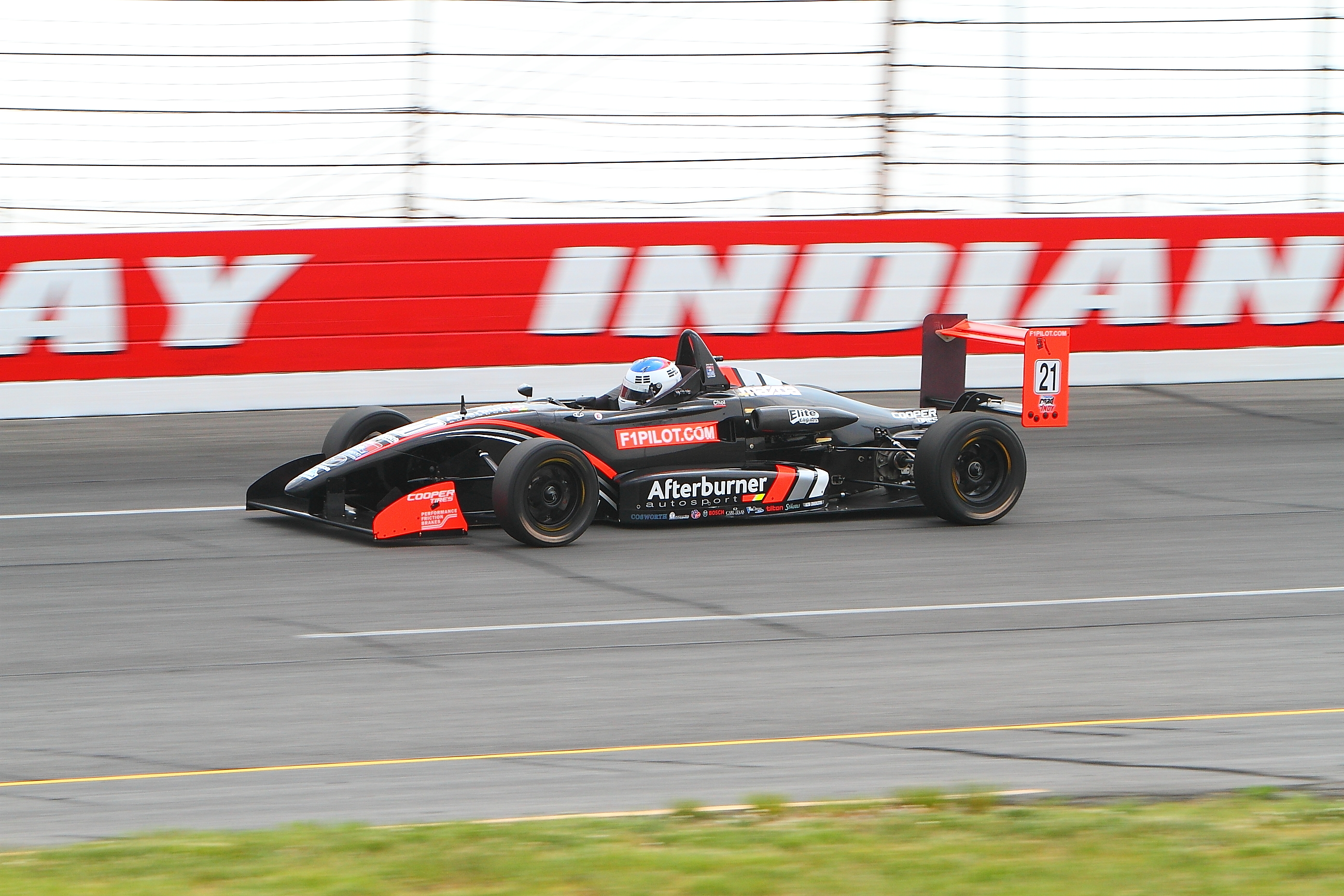
DP08（2012年）

USF・2000選手権（USF2000 Championship）は、以前はフォーミュラ・フォード規格のアメリカ版「F2000」を使用していたオープンホイールカーのレースシリーズである。USF・プロ2000選手権の下位カテゴリーで、アメリカ合衆国自動車クラブ（USAC）によって認可され、アンダーセンプロモーションズによって運営されている。USF・プロ選手権（旧称:Road to Indy）の1カテゴリーでもある。

## 概要
1990年から開催されており、北米大陸で最高峰のカテゴリとして位置づけられている、インディカーの登竜門としてUSF・プロ2000選手権の下位に位置して、これまでに数々のドライバーを輩出してきた。Road to Indyの一つとして将来インディカー・シリーズおよびインディ500への出場を目指す有望なドライバーの為、優勝者にはUSF・プロ2000選手権に参戦するためのスカラシップが与えられる。

## 歴史
このシリーズは1990年にダグ・パウエルによって設立され、1レースあたり60台を超えるエントリーがあった。最初のシーズンは、シリーズは主に米国西部を拠点とし、アメリカ合衆国自動車クラブによって認可された。
1992年、シリーズは西部部門と東部部門を開始し、東部部門はダン・アンダーセンとマイク・フォッシが率いた。同年にスポーツカークラブ・オブ・アメリカ（SCCA）は、アメリカンコンチネンタル選手権を設立した。この3つのクラスはすべて、SCCAフォーミュラコンチネンタル規則に基づいた同じルールセットを使用した。1994年に、2つのUSACシリーズは1つの全国選手権に統合された。
1995年、SCCAシリーズはUSACシリーズと統合され、SCCAとUSACが共同で認可する全国選手権が誕生した。このシリーズは、インディ・レーシング・リーグ、NASCARカップ・シリーズ、トランザム・シリーズなどの上位シリーズと同じトラックで行われた。
2001年6月、シリーズのプロモーターであるフォーミュラ・モータースポーツをタンパのビジネスマン、ジョン・ベイトスに売却した。ジョン・ベイトスは、シリーズを同様のSCCAクラスから外すような、物議を醸すルール変更をいくつか導入した。2リッターフォードNEAエンジンは、10馬力多い2リッターフォード・ゼテックエンジンに置き換えられた。ショックパッケージもアップグレードされた。2000-2001年、シリーズはグランダム・ロード・レーシングの認可で運営された。また2002年から2006年まで、SCCA・プロレーシングがシリーズの認可機関であった。しかし競技者の数は減少し、シリーズは2006年シーズンの終わりに廃止された。
2010年、当時スターマツダとインディライツのプロレーシングチームを所有していた、ダン・アンダーセンのリーダーシップの下、U.S.F2000 ナショナルチャンピオンシップとしてシリーズが復活した。シリーズには2つのサブクラスが含まれた。チャンピオンシップクラスでは、シリーズが義務付けた空力パッケージを備えたエラン/ヴァンディーメンシャーシと、封印されたマツダ・MZRエンジンが必要だった。
ナショナルクラスは、2010年と2011年はすべてのフォーミュラ・コンチネンタル仕様の車両に開放された。2012年と2013年は、許可された車両は、SCCAフォーミュラ・エンタープライズ車両であった。しかし参加台数が少なかったため、ナショナルクラスは2014年と2015年は廃止された。その後2016年に復活し、2000年以降に製造された、あらゆるシャーシメーカーのフォーミュラ・コンチネンタルが参加可能となった。2017年に新型タトゥースシャーシが導入されたことで、ナショナルクラスは以前のチャンピオンシップクラスの仕様に準拠したヴァンディーメン車が対象となった。しかし、ナショナルクラスのエントリーが1台しかなく、その後クラスは廃止された。
2017年に、新型シャーシのタトゥース・USF-17が導入された。以前のシャーシから大幅な技術的飛躍を遂げている。最新のFIA F3に合わせたフルカーボンモノコックシャーシで、同じマツダ・MZR 2リッター自然吸気エンジンを使用し、追加の安全機能を備えている。

## 車両

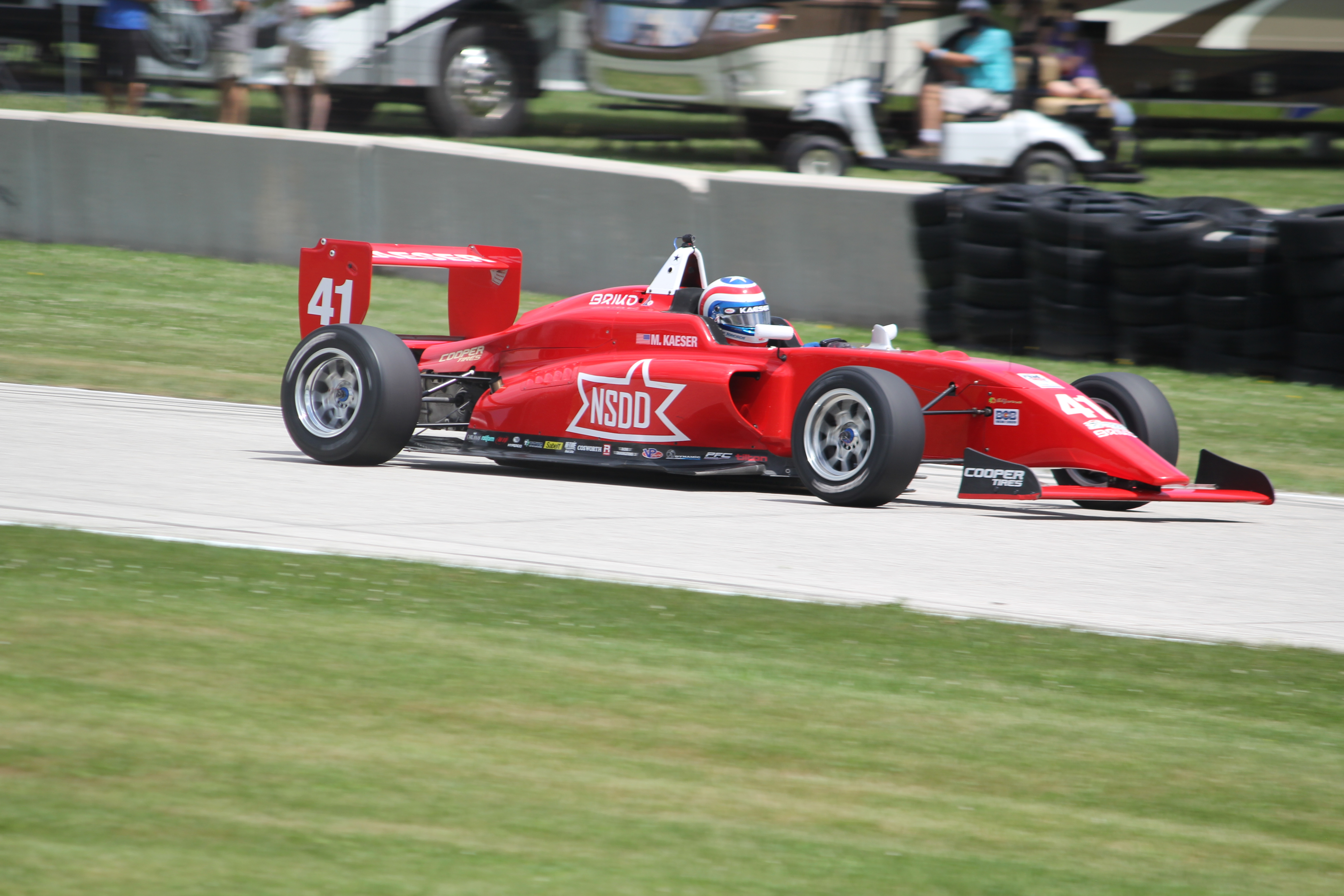
タトゥース・USF-17（2020年）

設立当初は、ワンメイクシリーズではなく、車はSCCAフォーミュラ・コンチネンタル仕様で製造された。様々なメーカーによって製造された車はすべてスペースフレームを備えていた。2001年まで2リッター150馬力のNEAコードのフォード・ピントエンジンが搭載されていた。また2000年代初頭にはヨコハマタイヤが使用された。
2002年、2リッター160馬力のフォード・ゼテックエンジンがシリーズに導入された。このシリーズのエンジンビルダーとして選ばれたのは、クイックシルバー・レースエンジンとエリート・エンジンの2社だけだった。
2010年、シリーズ復活時は、ヴァンディーメンがシャーシサプライヤーに選ばれた。当初、車名はヴァンディーメン・DP08と名付けられていたが、ヴァン・ディーメンがエラン・モータースポーツテクノロジーズに完全に統合された後、車名がエラン・DP08に変更された。この車はSCCAフォーミュラ・コンチネンタルのために設計されていたが、USF2000シリーズで走行するために大幅にアップグレードされた。アップグレードには、より強力なスチールスペースフレーム、改良されたサイドクラッシュボックス、新しいブレーキが含まれていた。エリート・エンジンズがシリーズの唯一のエンジンビルダーに選ばれた。元ドライバーのスティーブ・ナップが率いる会社は、エンジンを製造し、アンダーセンプロモーションズ本社に出荷している。ベースのエンジンは、マツダ・MZRエンジン。出力は2リッターNAで175馬力だった。
2016年、インディアナポリス500の第100回大会で、2017年シーズンからの新車、タトゥース・USF-17が発表された。新たにカーボンモノコックが採用された。エンジンは基本的に同じだが、コスワース製エンジンコントロールユニットを使用。サデブ製6速シーケンシャルを搭載する。USF-17は、インディ・プロ2000選手権に出場する際には、マシンをPM-18にアップグレードできる。